# Ystads IF
El 'Ystads IF es un club de balonmano sueco de la localidad Ystad. La sección nació en 1928 y se proclamó campeón de Suecia tres veces (1976 , 1992 y 2022), así como ganador de la Copa de Suecia ATG en 2024. Desde 2016, el club juega sus partidos como local en el Ystad Arena con capacidad para 2.700 espectadores. El Ystad Arena reemplazó al Österporthallen , que fue su estadio de 1974 a 2015.

## Palmarés
Campeonatos nacionales
- Liga sueca (3) : 1976, 1992 y 2022
- Copa de Suecia de balonmano (1): 2024

## Plantilla 2024-25
|  | Porteros - 01 Alexander Lindén - 12 Viggo Håkansson - 16 Erik Hvenfelt Extremos izquierdos - 09 Linus Fernebrand - 20 Nils Persson Extremos derechos - 18 Niclas Ekberg - 19 Alfred Landin Pívots - 06 Anton Månsson - 11 Lowe Nilsson - 14 Jonathan Wilthorn - 22 Carl Lindström | Laterales izquierdos - 03 Oskar Joelsson - 04 Philip Stenmalm - 29 Liam Hultberg Centrales - 17 Holger Mårtensson - 32 Julius Lindskog Andersson - 51 Melvin Seifert Laterales derechos - 05 Kim Andersson - 06 Jakob Nygren - 07 Carl Colin Tönnesen - 10 Kristian Olsen |